# 1629 Pecker
1629 Pecker è un asteroide della fascia principale del diametro medio di circa 9,34 km. Scoperto nel 1952, presenta un'orbita caratterizzata da un semiasse maggiore pari a 2,2380768 UA e da un'eccentricità di 0,1542280, inclinata di 9,70511° rispetto all'eclittica.
L'asteroide è dedicato all'astronomo francese Jean-Claude Pecker (1923-2020), direttore dell'osservatorio di Nizza.